# Estação Shady Grove
Shady Grove é uma estação da Linha Vermelha do Metro de Washington, localizada em Derwood, Condado de Montgomery, Maryland, na área de Gaithersburg.
É a estação terminal do braço noroeste da Linha Vermelha.
Shady Grove atende as cidades de Rockville e Gaithersburg, no estado de Maryland, bem como a noroeste o Condado de Montgomery, e o Condado de Frederick ao norte.
Está localizado na Redland Road perto da Frederick Road, no final da estrada Interestadual 370 (I-370).
Os serviços nesta estação foram iniciados em 25 de julho de 1984.

## Facilidades
A estação conta com uma plataforma em forma de ilha, por onde passam duas linhas.
O estacionamento de veículos dispõe de 5.467 vagas.
Estão disponíveis lugares para guarda de bicicletas.

## Arredores e pontos de interesse
| - Metro Shady Grove Yards (Route A99) - Blueberry Hill Park - Montgomery County Fleet Services - Maryland Vehicle Emissions Inspection Program - (VEIP) Station | - Montgomery County Public Parking Garage - Waste Transfer Center - Sears Great Indoors - United States Postal Service post office - Gaithersburg |